# Marcel Maréchal
Pour les articles homonymes, voir Maréchal.
Marcel Maréchal, né le 25 décembre 1937 à Lyon 4e, et mort le 12 juin 2020 à Paris 8e, est un acteur, metteur en scène et écrivain français.

## Biographie

### Famille
Marcel Maréchal est le père du comédien Mathias Maréchal.

### Carrière
Depuis 1958, Marcel Maréchal a dirigé successivement :
- le Théâtre du Cothurne à Lyon (qu'il fonde en 1958)
- le Théâtre du Huitième à Lyon (qu'il inaugure en mai 1968)
- le Théâtre du Gymnase à Marseille (à partir de 1975)
- La Criée - Théâtre national de Marseille (qu'il fonde en 1981)
- le Théâtre du Rond-Point des Champs-Élysées à Paris (à partir de 1995 qu'il restaure pour obtenir la salle actuelle)
- les Tréteaux de France, Centre dramatique national itinérant, fondé par Jean Danet (à partir de janvier 2001). Il crée la même année le Festival Théâtral de Figeac. Le 7 juin 2010, Francis Huster est nommé par le ministre de la culture Frédéric Mitterrand à la tête des Tréteaux de France. En février 2011, Francis Huster renonce à cette nomination pour créer sa propre troupe subventionnée par le ministère de la Culture. Le mandat de Marcel Maréchal est prolongé de six mois, jusqu'au 1er juillet 2011. Le 24 juin 2011, le ministère de la Culture annonce la nomination de Robin Renucci pour lui succéder.

Au théâtre du Cothurne, Marcel Maréchal fait débuter, entre autres, Pierre Arditi, Catherine Arditi, Marcel Bozonnet, Maurice Bénichou, Jean-Marie Verselle, Jacques Angéniol, Giselle Valère, José Gagnol, Pierre Boulanger ou Bernard Ballet...
Il s'y consacre principalement à créer des œuvres de dramaturges contemporains tels que Jacques Audiberti, Jean Vauthier et Louis Guilloux, trois auteurs auxquels il reste toujours attaché.
Puis dans son théâtre du Huitième, il est le premier à accueillir en France des jeunes artistes comme Mick Jagger, les Who ou les Pink Floyd.
Il est invité plusieurs fois dans la cour d'honneur du Festival d'Avignon et s'invite dans le Off, tout en continuant à mettre en scène alternativement pièces classiques et répertoire contemporain.

### Mort
À l'âge de 82 ans, Marcel Maréchal meurt le 12 juin 2020 dans la soirée. Il est inhumé dans le Vaucluse, à Cucuron.

## Théâtre

### Metteur en scène

#### Théâtre du Cothurne
- 1958 : Le Bal des voleurs de Jean Anouilh, Théâtre du Cothurne
- 1959 : L'Ombre de la ravine de John Millington Synge, Théâtre du Cothurne
- 1960 : Oraison de Fernando Arrabal, Théâtre du Cothurne
- 1961 :
  - Les Impromptus de René de Obaldia, Théâtre du Cothurne
  - L'Amant militaire de Carlo Goldoni, Théâtre du Cothurne
  - Faux Jour de Christopher Fry, Théâtre du Cothurne
  - Théâtre pour rire : comédie drôle ou drôle de comédie, Théâtre du Cothurne
- 1963 :
  - Le Cavalier seul de Jacques Audiberti, Théâtre du Cothurne, Studio des Champs-Elysées
  - Oh, les beaux Jours de Samuel Beckett, Théâtre du Cothurne
  - Devant la porte de Wolfgang Borchert, Théâtre du Cothurne, Studio des Champs-Elysées
- 1964 :
  - Le Général inconnu et L'Azote de René de Obaldia, Théâtre du Cothurne, Théâtre de Lutèce
  - Fin de partie de Samuel Beckett, Théâtre du Cothurne
- 1965 :
  - Elocoquente de Georges Limbour, Théâtre du Cothurne
  - Tamerlan de Christopher Marlowe, Théâtre du Cothurne
  - Badadesques de Jean Vauthier, Théâtre de Lutèce
  - L'Opéra du monde de Jacques Audiberti, Théâtre du Cothurne, Théâtre de Lutèce
- 1966 :
  - Les Chaises d'Eugène Ionesco, Théâtre du Cothurne
  - 1000 Francs de récompense de Marcel Maréchal et Bernard Ballet d'après Victor Hugo, Théâtre des Célestins
  - Capitaine Bada de Jean Vauthier, Théâtre du Cothurne
- 1967 : Cripure de Louis Guilloux, Théâtre du Cothurne
- 1967 : Shakespeare notre contemporain les Estivades de Sail-sous-Couzan

#### Théâtre du Huitième
- 1968 :
  - La Poupée de Jacques Audiberti
  - La Moscheta de Ruzante
- 1969 :
  - La Paix d'Aristophane
  - La Mort de Danton de Georg Büchner
- 1970 :
  - La Moscheta de Ruzante
  - Le Sang de Jean Vauthier
- 1971 :
  - Roméo et Juliette de Shakespeare, Théâtre de l'Odéon
  - L'Homme aux sandales de caoutchouc de Kateb Yacine
  - Who is who d'Andonis Doriadis, Festival d'Avignon
- 1972 :
  - Fin de partie de Samuel Beckett, Théâtre des Amandiers
  - Fracasse de Serge Ganzl[4] d'après Théophile Gautier mise en scène avec Raoul Billerey et Bernard Ballet, Festival d'Avignon 1974
- 1973 :
  - Hamlet de William Shakespeare, mise en scène avec Jacques Angeniol, Bernard Ballet, Raoul Billerey, François Bourgeat, Raymond Lepoutre
  - Le Cavalier seul de Jacques Audiberti, Festival d'Avignon
- 1974 :
  - La Poupée de Jacques Audiberti, mise en scène avec Bernard Ballet, Festival d'Avignon
  - Hölderlin de Peter Weiss, mise en scène avec Bernard Ballet, Festival d'Avignon
- 1975 :
  - La Célestine de Fernando de Rojas, Comédie-Française au Théâtre Marigny
  - Une anémone pour Guignol de Marcel Maréchal

#### Théâtre du GymnaseMarseille
- 1976 :
  - Falstafe de Valère Novarina d'après Henri IV de Shakespeare, Théâtre du Gymnase
  - La Moscheta de Ruzante
  - Ton nom dans le feu des nuées, Elisabeth de Jean Vauthier
- 1977 : Cripure de Louis Guilloux
- 1979 :
  - Le Malade imaginaire de Molière
  - Graal Théâtre de Florence Delay et Jacques Roubaud
- 1980 :
  - Opéra parlé de Jacques Audiberti
  - Le Fleuve rouge de Pierre Laville

#### La CriéeMarseille (1981-1994)
- 1981 : O' Scapin de Marcel Maréchal et Les Fourberies de Scapin de Molière
- 1982 :
  - Dylan de Sydney Michael
  - La Vie de Galilée de Bertolt Brecht
  - Les Trois Mousquetaires d'après Alexandre Dumas
- 1983 : Les Grandes Journées du Père Duchesne de Jean-Pierre Faye
- 1984 :
  - Le Roi Lear de Shakespeare
  - Question de géographie de John Berger et Nella Bielski
- 1985 :
  - La Puce à l'oreille de Georges Feydeau
  - Glengarry Glen Ross de David Mamet, Théâtre Edouard VII en 1988
- 1986 :
  - Californie, paradis des morts de faim de Sam Shepard
  - Capitaine Bada de Jean Vauthier
  - American Buffalo de David Mamet, Théâtre Tristan Bernard
- 1987 :
  - Fin de partie de Samuel Beckett
  - Capitaine Fracasse d'après Théophile Gautier, Théâtre de Paris
- 1988 :
  - L'École des femmes de Molière
  - Dom Juan ou Le Festin de pierre de Molière
- 1989 :
  - Jock de Jean-Louis Bourdon, Théâtre 13
  - Le Mariage de Figaro de Beaumarchais
- 1990 :
  - Maître Puntila et son valet Matti de Bertolt Brecht
  - L'Enfer et compagnie de Jean-François Josselin
- 1991 :
  - La Paix d'Aristophane
  - Le Tartuffe de Molière
  - Les Paravents de Jean Genet
- 1992 :
  - Filumena Marturano de Eduardo De Filippo
  - Les Prodiges de Jean Vauthier
- 1993 : La Cerisaie d'Anton Tchekhov
- 1994 :
  - Le Malade imaginaire de Molière, Théâtre des Célestins 
  - Falstafe de Valère Novarina d'après Henri IV de Shakespeare

#### Théâtre du Rond-Point
- 1995 : L'Otage, Le Pain dur, Le Père humilié de Paul Claudel
- 1996 : Quoat-Quoat de Jacques Audiberti
- 1997 :
  - Les Prodiges de Jean Vauthier
  - Les Enfants du paradis de Jacques Prévert
- 1998 :
  - Amphitryon de Molière
  - Tchin-Tchin de François Billetdoux
- 1999 : Les Trois Mousquetaires d'après Alexandre Dumas
- 2000 : Glengarry de David Mamet

#### Musique, opéras
- 1984 : L'Arbre de Mai opéra sur une musique de François Fayt
- 1991 : Carmen de Georges Bizet, Palais des sports de Paris
- 1995 : Le Comte Ory de Rossini, Festival d'Aix-en-Provence

#### Tréteaux de France
- 2002 :
  - Ego Hugo d'après Victor Hugo
  - La Maison du peuple de Louis Guilloux
  - Ruy Blas de Victor Hugo
- 2003 : La Puce à l'oreille de Georges Feydeau
- 2004 : George Dandin de Molière
- 2005 : La Très Mirifique Épopée Rabelais de François Bourgeat et Marcel Maréchal d'après François Rabelais
- 2006 : Falstaff's stories ou Les Folles Aventures de Sir John Falstaff de François Bourgeat et Marcel Maréchal d'après Shakespeare
- 2007 : Un rêve de théâtre d'après Corneille, Molière, Alfred de Musset, Edmond Rostand
- 2008 : Les Caprices de Marianne d'Alfred de Musset
- 2009 : Oncle Vania d'Anton Tchekhov, Théâtre 14 Jean-Marie Serreau
- 2010 : Le Bourgeois gentilhomme de Molière

### Comédien

#### Dans ses mises en scène
- 1963 : Le Cavalier seul de Jacques Audiberti, Théâtre du Cothurne, Studio des Champs-Elysées
- 1964 : Le Général inconnu de René de Obaldia, Théâtre du Cothurne, Théâtre de Lutèce
- 1965 : Badadesques de Jean Vauthier, Théâtre de Lutèce
- 1967 : Cripure de Louis Guilloux, Théâtre du Cothurne, Théâtre de Chaillot
- 1968 : La Moscheta de Ruzante, Théâtre du Huitième, Théâtre du Midi
- 1971 : Who is who d'Andonis Doriadis, Festival d'Avignon
- 1972 : Fin de partie de Samuel Beckett, Théâtre du Huitième Lyon, Théâtre des Amandiers
- 1972-1973 : Fracasse de Serge Ganzl d'après Théophile Gautier mise en scène avec Raoul Billerey et Bernard Ballet, Festival d'Avignon 1972 et 1974, repris en 1973 à la Comédie de Saint-Étienne, au Théâtre national de l'Odéon et au Théâtre de Nice
- 1973 : Hamlet de William Shakespeare, mise en scène avec Jacques Angeniol, Bernard Ballet, Raoul Billerey, François Bourgeat, Raymond Lepoutre, Théâtre du Huitième Lyon, Marseille
- 1973 : Le Cavalier seul de Jacques Audiberti, Festival d'Avignon 1973, repris en 1974 au Théâtre du Huitième Lyon, au Théâtre de Nice et au Théâtre de l'Est parisien
- 1974 : Hölderlin de Peter Weiss, mise en scène avec Bernard Ballet, Festival d'Avignon
- 1976 : Falstafe de Valère Novarina d'après Henri IV de Shakespeare, Théâtre du Gymnase (Marseille), repris en 1977 au Théâtre national de l'Odéon et au Théâtre Gérard Philipe (Saint-Denis)
- 1976 : Ton nom dans le feu des nuées, Elisabeth de Jean Vauthier, Théâtre du Gymnase, repris en 1977 au Théâtre national de l'Odéon
- 1980 : Le Fleuve rouge de Pierre Laville, Théâtre du Gymnase, repris en 1981 au Théâtre national de Chaillot
- 1981 : O' Scapin de Marcel Maréchal et Les Fourberies de Scapin de Molière, La Criée
- 1985 : La Puce à l'oreille de Georges Feydeau, La Criée
- 1986  Lettres d'une mère à son fils  Estivades à Sail - sous - Couzan (42)
- 1986 : Californie, paradis des morts de faim de Sam Shepard, La Criée
- 1986 : Capitaine Bada de Jean Vauthier, Théâtre La Criée, repris en 1987 au Théâtre national de Strasbourg
- 1988 : L'École des femmes de Molière, Théâtre La Criée, repris en 1989 à l'Opéra Comédie
- 1988 : Dom Juan ou Le Festin de pierre de Molière, Théâtre La Criée, repris en 1989 à MC93 Bobigny
- 1989 : Le Mariage de Figaro de Beaumarchais, La Criée
- 1990 : Maître Puntila et son valet Matti de Bertolt Brecht, La Criée
- 1992 : Filumena Marturano d'Eduardo De Filippo, Théâtre La Criée, repris en 1993 au Théâtre national de Chaillot
- 1992 : Les Prodiges de Jean Vauthier, Théâtre de la Criée, repris en 1993 au Théâtre national de la Colline
- 1994 : Le Malade imaginaire de Molière, Théâtre des Célestins
- 1994 : Falstafe de Valère Novarina d'après Henri IV de Shakespeare, Théâtre de Nice, Comédie de Saint-Étienne, Théâtre de la Croix-Rousse
- 1996 : Quoat-Quoat de Jacques Audiberti, Théâtre du Rond-Point
- 1997 : Les Enfants du paradis de Jacques Prévert, Théâtre du Rond-Point
- 1997 : Les Prodiges de Jean Vauthier, Théâtre du Rond-Point
- 1998 : Tchin-Tchin de François Billetdoux, Théâtre du Rond-Point
- 2002 : Ego Hugo d'après Victor Hugo, Tréteaux de France
- 2002 : La Maison du peuple de Louis Guilloux, Tréteaux de France
- 2002 : Ruy Blas de Victor Hugo, Tréteaux de France
- 2003 : Jacques Audiberti, Tréteaux de France
- 2003 : La Puce à l'oreille de Georges Feydeau, Tréteaux de France
- 2004 : George Dandin de Molière, Tréteaux de France
- 2005 : La Très Mirifique Épopée Rabelais de François Bourgeat et Marcel Maréchal d'après François Rabelais, Tréteaux de France
- 2006 : Falstaff's stories ou Les Folles Aventures de Sir John Falstaff de François Bourgeat et Marcel Maréchal d'après Shakespeare, Tréteaux de France
- 2007 : Un rêve de théâtre d'après Corneille, Molière, Alfred de Musset, Edmond Rostand, Tréteaux de France
- 2008 : Les Caprices de Marianne d'Alfred de Musset, Tréteaux de France
- 2009 : Oncle Vania d'Anton Tchekhov, Tréteaux de France, repris en 2010 au Théâtre 14 Jean-Marie Serreau
- 2010 : Le Bourgeois gentilhomme de Molière, Tréteaux de France, repris en 2012 au Théâtre 14 Jean-Marie Serreau

#### Avec d'autres metteurs en scène
- 1969 : Dom Juan de Molière, mise en scène Patrice Chéreau, Théâtre du Huitième Lyon, Théâtre de Sartrouville
- 1983 : Lettres d'une mère à son fils de Marcel Jouhandeau, mise en scène Jean-Pierre Granval, La Criée, Théâtre Renaud-Barrault
- 1996 : La Cour des comédiens d'Antoine Vitez, mise en scène Georges Lavaudant, Festival d'Avignon
- 1996 : En attendant Godot de Samuel Beckett, mise en scène Patrice Kerbrat, Théâtre du Rond-Point, repris en 1997 au Théâtre de la Croix-Rousse
- 1999 : La Maison du peuple de Louis Guilloux, mise en scène François Bourgeat, Festival de Bellac
- 2000 : Lettres d'une mère à son fils de Marcel Jouhandeau, mise en scène François Bourgeat, Théâtre du Rond-Point
- 2000 : Karma de Jean-Louis Bourdon, mise en scène Michel Fagadau, Studio des Champs-Élysées
- 2003 : Lettres d'une mère à son fils de Marcel Jouhandeau, mise en scène François Bourgeat, Tréteaux de France
- 2005 : Audiberti & fils d'après Jacques Audiberti, mise en scène François Bourgeat, Tréteaux de France, repris en 2006 au Théâtre du Lucernaire
- 2012 : Cher menteur de Jérome Kilty (d'après George Bernard Shaw), mise en scène Régis Santon, Théâtre La Bruyère (Paris)
- 2015 : Opus cœur d'après Israel Horovitz, mise en scène Caroline Damay, Théâtre du petit Hébertot

## Publications
- La Mise en théâtre, présenté par Hélène Parmelin, Éditions Christian Bourgois, 1974
- Une anémone pour Guignol, Éditions Christian Bourgois, 1975
- Les Trois Mousquetaires, d'après Alexandre Dumas, L'Avant-Scène, 1982
- Approches de "la Vie de Galilée" de Bertolt Brecht, Éditions Jeanne Laffitte, 1982
- Conversation avec Marcel Maréchal, Patrick Ferla, Éditions Pierre-Marcel Favre, 1983
- L'Arbre de mai, pièce en 9 tableaux, Éditions Jeanne Laffitte, 1984
- Capitaine Fracasse, d'après Théophile Gautier, Actes Sud Papiers, 1987
- Un colossal enfant, entretiens avec Nita Rousseau, Actes Sud, 1991
- Rhum-Limonade, Flammarion 1995
- Saltimbanque, avec Pascal Lainé, Fayard, 2004
- La Très Mirifique Épopée Rabelais, d'après François Rabelais, 2005

## Filmographie

### Cinéma
- 1979 : I… comme Icare d'Henri Verneuil
- 1981 : Instinct de femme de Claude Othnin-Girard
- 1988 : Il y a maldonne de John Berry
- 1991 : Simple mortel de Pierre Jolivet
- 1993 : Fanfan d'Alexandre Jardin
- 1999 : Le Plus Beau Pays du monde de Marcel Bluwal

### Télévision
- 1974 : Fracasse de Raoul Sangla
- 1979 : La Belle Époque de Gaston Couté de Philippe Pilard
- 1980 : Il me faut un million de Gérard Chouchan
- 1981 :
  - Eole Epifanio d'Antoine Galien
  - Le Fleuve rouge de Paul-Robin Banhaïoun
  - Nous te mari-e-rons de Jacques Fansten
- 1982 : La Vie de Galilée de Jacques Ordines
- 1984 :
  - Lettres d'une mère à son fils de Georges Bensoussan
  - Le Cœur du voyage de François Leterrier
- 1987 : Julien Fontanes, magistrat : 10 Petites Bougies noires
- 1988 : Au nom du peuple français de Maurice Dugowson : Louis XVI
- 1991 : Navarro : À l'ami, à la mort de Nicolas Ribowski
- 1995 : Tango, mambo et cha-cha-cha de Françoise Decaux-Thomelet
- 1996 : Commandant Nerval : À qui profite le crime ? d'Henri Helman
- 1998 :
  - Meurtres sans risque de Christiane Spiero
  - Nestor Burma : La Plus Noble Conquête de Nestor de Philippe Laïk
- 1999 : La Femme du boulanger de Nicolas Ribowski
- 2000 :
  - La Trilogie Marseillaise : Fanny de Nicolas Ribowski
  - La Trilogie Marseillaise : César de Nicolas Ribowski

## Distinctions
- 1969 : prix du Syndicat de la critique : Meilleur comédien pour les spectacles du Théâtre du Cothurne Lyon
- Molières 1992 : nomination au Molière du metteur en scène pour Maître Puntila et son valet Matti
- Molières 1992 : nomination au Molière du comédien pour Maître Puntila et son valet Matti.